# Distretto di Nowy Targ
Il distretto di Nowy Targ (in polacco powiat nowotarski) è un distretto polacco appartenente al voivodato della Piccola Polonia.

## Geografia antropica

### Suddivisioni amministrative
Il distretto comprende 14 comuni.
- Comuni urbani: Nowy Targ
- Comuni urbano-rurali: Rabka-Zdrój, Szczawnica
- Comuni rurali: Czarny Dunajec, Czorsztyn, Jabłonka, Krościenko nad Dunajcem, Lipnica Wielka, Łapsze Niżne, Nowy Targ, Ochotnica Dolna, Raba Wyżna, Spytkowice, Szaflary